# Paul Rogers (basket-ball)
Pour les articles homonymes, voir Paul Rogers et Rogers.
Paul Andrew Rogers (né le 29 septembre 1973 à Adélaïde, en Australie-Méridionale) est un joueur Australien de basket-ball, évoluant au poste de pivot.

## Carrière

### Palmarès
- MVP de la NBL 2000